# G.I. Blues (sang)
"G.I. Blues" er en komposition af Sid Tepper og Roy C. Bennett og er indsunget af Elvis Presley. "G.I. Blues" var titelnummer til Elvis Presley-filmen G.I.Blues fra 1960. Sangen blev indspillet af Elvis i RCA-studierne i Hollywood den 27. april 1960.
Sangen blev ikke udsendt på singleplade, men udkom i oktober 1960, en måned før filmens premiere, på en LP-plade med soundtracket fra filmen. Soundtracket hed ligeledes G.I. Blues.
"G.I. Blues" er endvidere på CD'en fra 18. juli 1995 Command Performances – The Essential 60's Masters, vol. 2, som er en samling af de bedre af Elvis' filmsange fra hans 31 spillefilm.

## Besætning
Folkene bag sangen er:
- Elvis Presley, sang
- Scotty Moore, guitar
- Tiny Timbrell, guitar
- Neil Mathews, guitar
- Dudley Brooks, klaver
- Ray Siegel, bas
- D.J. Fontana, trommer
- Frank Bode, trommer
- Bernie Mattinson, trommer
- Bob Moore, bas
- Hoyt Hawkins, tambourin
- The Jordanaires, kor